# Defstar Records
DefSTAR Records Inc. (株式会社デフスターレコーズ Kabushiki-gaisha Defusutā Rekōzu), là một hãng thu âm của Nhật Bản, công ty con của Sony Music Japan.